# داوود بن عباس بنیجوری
داوود بن ابی داوود عباس بنیجوری، یکی از خراج‌گزاران طاهریان بود که در سال‌های میانه سده سوم هجری رهسپار سفر جنگی نامعلوم، اما بی گمان پر سودی به مشرق افغانستان و زابلستان شد. یعقوب لیث صفاری در سال ۲۵۶ قمری به قصد کابل به شرق افغانستان تاخت و قصر داوود بن عباس بنیجوری را که پیش از وی به ماوراءالنهر گریخته بود ویران ساخت.